# Transports en commun de Cluses
ARV'i Mobilité est le réseau de transport en commun de la Communauté de communes Cluses-Arve et Montagnes en Haute-Savoie.

## Histoire

### Leservice urbain de Cluses
La ville de Cluses a initialement disposée d'un réseau de transport en commun municipal avant de disposer d'un réseau intercommunal.
En 2008, ce réseau constitué de trois lignes régulières et d'une ligne scolaire est devenu gratuit au 1er semestre ; il est alors exploité par la SAT dans le cadre d'une délégation de service public.
En février 2009, le réseau est réorganisé autour de quatre lignes régulières, desservant chacune un secteur précis au départ de l'arrêt « Grands Champs » en centre-ville (ligne 1 pour Messy, ligne 2 pour Sardagne, ligne 3 pour les villages et ligne 4 en boucle dans le centre-ville), afin de mieux prendre en compte la hausse de la fréquentation due à la gratuité,,.
La SAT utilisait au lancement du réseau quatre autobus acquis d'occasion : un Heuliez GX 107 (ex-Arras), un Renault R312 à 2 portes (ex-Givors), un Irisbus Agora Line et un Renault Agora S (ex-Roissy). En décembre 2011, le GX 107 a été remplacé par un Renault Agora S acquis d'occasion à Pau. Au printemps 2013, deux Irisbus Agora S provenant du réseau Sibra entrent en service.

### 2014 - 2017: LesTransports Urbains Clusiens
La ville de Cluses rejoint la Communauté de communes Cluses-Arve et Montagnes le 16 juillet 2012, qui finit par récupérer la compétence transport en commun et reprend en 2015 la gestion des skibus vers les stations de ski situées sur son territoire. En 2013, l'exploitation du réseau est confié à Alpbus, filiale du groupe RATP Dev.
Afin d'assurer l'exploitation, Alpbus Fournier importe de Belgique quatre MAN Lion's City A21. Mis en service à l'automne 2007, ces véhicules proviennent de l'exploitant Intratours-Van Mullem, prestataire du réseau Flamand De Lijn; s'ajoute également un cinquième MAN Lion's City A21 mis en service à l'automne 2013 ayant auparavant servi comme véhicule de démonstration pour le constructeur. À la perte du réseau, tous les véhicules sont réutilisés dans d'autres filiales du groupe RATP Dev.
Le 18 février 2016, le projet de réseau intercommunal est présenté : il est alors envisagé trois lignes principales et trois lignes secondaires.

### Septembre 2017: La mise en place de ARV'i
Le nouveau réseau de bus Arv'i est mis en place le 4 septembre 2017 et officiellement inauguré le 16 septembre suivant ; composé de cinq lignes, il abandonne la gratuité et sa mise en place est marquée par des retards sur certaines lignes, en particulier sur la ligne 5.
Le 1er septembre 2018, la ligne 92 du réseau LIHSA est reprise par l'agglomération et devient la ligne Les Carroz Flaine Express à l'hiver suivant.
En décembre 2019 le réseau est mis en correspondance avec le Léman Express qui dessert les gares de Cluses et de Marignier.

## Organisateurs du réseau

### Autorité organisatrice
L'autorité organisatrice de la mobilité (AOM) est la communauté de communes Cluses-Arve et Montagnes. Créée le 16 juillet 2012, l'intercommunalité regroupe 10 communes couvrant un territoire de 203 km2 pour 46 162 habitants (en 2019).
La Maison du Tourisme et de la Mobilité se situe au 21 Grande Rue à Cluses depuis le 1er septembre 2022. Elle sert de point d'accueil et de vente pour les usagers du réseau ARV'i Mobilité et gère également le service ARV'i Vélo.

### Exploitant
L'exploitation du réseau est assurée depuis le 29 août 2022 par le groupe Transdev via sa filiale Transdev Mont-Blanc Bus dans le cadre d'une délégation de service public (DSP) en vigueur pour 8 ans.

## Le réseau

### Territoire desservi
Depuis septembre 2017, l'ensemble des communes de la 2CCAM sont desservies par l'offre de transport ARV'i Mobilité.
- Arâches-la-Frasse *** ;
- Cluses ;
- Le Reposoir ** ;
- Magland *** ;
- Marignier * ;
- Marnaz ;
- Mont-Saxonnex ** ;
- Nancy-sur-Cluses ** ;
- Saint-Sigismond *** ;
- Scionzier ;
- Thyez ;

* Commune rattachée à la communauté de communes Faucigny-Glières.
** Communes desservies uniquement par les transports scolaires.
*** Communes desservies par les transports scolaires et la ligne Les Carroz Flaine Express.
La commune de Châtillon-sur-Cluses, située sur le périmètre de la communauté de communes des Montagnes du Giffre a également été desservie par la ligne Les Carroz Flaine Express jusqu'au 21 avril 2019.

### Les lignes
Le réseau urbain ARV'i se compose de cinq lignes, dont trois régulières et deux à vocation scolaire.
Numérotées 1 à 5, ces lignes sont mises en service au lancement du réseau en septembre 2017. Elles disposent d'un tronc commun dans le centre-ville de Cluses et d'un terminus commun « Pôle Multimodal (Gare) ».
Lignes régulières
| Ligne | Caractéristiques | Caractéristiques | Caractéristiques | Caractéristiques | Caractéristiques | Caractéristiques | Caractéristiques | Caractéristiques | Caractéristiques |
| 1     | Marignier — Collège Camille Claudel / Marignier — Gare SNCF ⥋ Cluses — Pôle Multimodal via Thyez | Marignier — Collège Camille Claudel / Marignier — Gare SNCF ⥋ Cluses — Pôle Multimodal via Thyez                                                      | Marignier — Collège Camille Claudel / Marignier — Gare SNCF ⥋ Cluses — Pôle Multimodal via Thyez                                                      | Marignier — Collège Camille Claudel / Marignier — Gare SNCF ⥋ Cluses — Pôle Multimodal via Thyez                                                      | Marignier — Collège Camille Claudel / Marignier — Gare SNCF ⥋ Cluses — Pôle Multimodal via Thyez                                                      | Marignier — Collège Camille Claudel / Marignier — Gare SNCF ⥋ Cluses — Pôle Multimodal via Thyez                                                      | Marignier — Collège Camille Claudel / Marignier — Gare SNCF ⥋ Cluses — Pôle Multimodal via Thyez                                                      | Marignier — Collège Camille Claudel / Marignier — Gare SNCF ⥋ Cluses — Pôle Multimodal via Thyez                                                      | Marignier — Collège Camille Claudel / Marignier — Gare SNCF ⥋ Cluses — Pôle Multimodal via Thyez                                                      |
| ----- | --- | --- | --- | --- | --- | --- | --- | --- | --- |
| 1     | Ouverture / Fermeture 4 septembre 2017 / — | Longueur — | Durée ~25/30 min | Nb. d’arrêts 22 | Matériel Standards | Jours de fonctionnement L, Ma, Me, J, V, S | Jour / Soir / Nuit / Fêtes O / N / N / N | Voy. / an 82 393 | Exploitant Transdev Mont-Blanc Bus |
| 1     | Desserte : - Ville et lieux desservis : Marignier, Thyez et Cluses - Gares desservies : Gare de Marignier et Gare de Cluses. | | | | | | | | |
| 1     | Autre : - Amplitudes horaires : La ligne fonctionne du lundi au samedi de 6 h 10 à 19 h 40 environ. - Particularités : La ligne dessert le collège Camille Claudel à certains services en période scolaire. - Date de dernière mise à jour : 16 octobre 2023.                          | | | | | | | | |
| 1     | Dernière actualisation : — | | | | | | | | |
| 2     | Marignier — Collège Camille Claudel / Marignier — Gare SNCF ⥋ Cluses — Pôle Multimodal / Cluses — Collège Anthonioz de Gaulle via Marnaz et Scionzier | Marignier — Collège Camille Claudel / Marignier — Gare SNCF ⥋ Cluses — Pôle Multimodal / Cluses — Collège Anthonioz de Gaulle via Marnaz et Scionzier | Marignier — Collège Camille Claudel / Marignier — Gare SNCF ⥋ Cluses — Pôle Multimodal / Cluses — Collège Anthonioz de Gaulle via Marnaz et Scionzier | Marignier — Collège Camille Claudel / Marignier — Gare SNCF ⥋ Cluses — Pôle Multimodal / Cluses — Collège Anthonioz de Gaulle via Marnaz et Scionzier | Marignier — Collège Camille Claudel / Marignier — Gare SNCF ⥋ Cluses — Pôle Multimodal / Cluses — Collège Anthonioz de Gaulle via Marnaz et Scionzier | Marignier — Collège Camille Claudel / Marignier — Gare SNCF ⥋ Cluses — Pôle Multimodal / Cluses — Collège Anthonioz de Gaulle via Marnaz et Scionzier | Marignier — Collège Camille Claudel / Marignier — Gare SNCF ⥋ Cluses — Pôle Multimodal / Cluses — Collège Anthonioz de Gaulle via Marnaz et Scionzier | Marignier — Collège Camille Claudel / Marignier — Gare SNCF ⥋ Cluses — Pôle Multimodal / Cluses — Collège Anthonioz de Gaulle via Marnaz et Scionzier | Marignier — Collège Camille Claudel / Marignier — Gare SNCF ⥋ Cluses — Pôle Multimodal / Cluses — Collège Anthonioz de Gaulle via Marnaz et Scionzier |
| 2     | Ouverture / Fermeture 4 septembre 2017 / — | Longueur — | Durée ~25/30 min | Nb. d’arrêts 18 | Matériel Standards | Jours de fonctionnement L, Ma, Me, J, V, S | Jour / Soir / Nuit / Fêtes O / N / N / N | Voy. / an 92 811 | Exploitant Transdev Mont-Blanc Bus |
| 2     | Desserte : - Ville et lieux desservis : Marignier, Thyez, Marnaz, Scionzier et Cluses - Gares desservies : Gare de Marignier et Gare de Cluses. | | | | | | | | |
| 2     | Autre : - Amplitudes horaires : La ligne fonctionne du lundi au samedi de 6 h 10 à 19 h 40 environ. - Particularités : La ligne dessert les collèges Camille Claudel et Anthonioz de Gaulle à certains services en période scolaire. - Date de dernière mise à jour : 16 octobre 2023. | | | | | | | | |
| 2     | Dernière actualisation : — | | | | | | | | |
| 3     | Marnaz — Valignons / Scionzier — Collège J.-J. Gallay ⥋ Cluses — Pôle Multimodal | Marnaz — Valignons / Scionzier — Collège J.-J. Gallay ⥋ Cluses — Pôle Multimodal                                                                      | Marnaz — Valignons / Scionzier — Collège J.-J. Gallay ⥋ Cluses — Pôle Multimodal                                                                      | Marnaz — Valignons / Scionzier — Collège J.-J. Gallay ⥋ Cluses — Pôle Multimodal                                                                      | Marnaz — Valignons / Scionzier — Collège J.-J. Gallay ⥋ Cluses — Pôle Multimodal                                                                      | Marnaz — Valignons / Scionzier — Collège J.-J. Gallay ⥋ Cluses — Pôle Multimodal                                                                      | Marnaz — Valignons / Scionzier — Collège J.-J. Gallay ⥋ Cluses — Pôle Multimodal                                                                      | Marnaz — Valignons / Scionzier — Collège J.-J. Gallay ⥋ Cluses — Pôle Multimodal                                                                      | Marnaz — Valignons / Scionzier — Collège J.-J. Gallay ⥋ Cluses — Pôle Multimodal                                                                      |
| 3     | Ouverture / Fermeture 4 septembre 2017 / — | Longueur — | Durée ~25/30 min | Nb. d’arrêts 25 | Matériel Standards | Jours de fonctionnement L, Ma, Me, J, V, S | Jour / Soir / Nuit / Fêtes O / N / N / N | Voy. / an 129 968 | Exploitant Transdev Mont-Blanc Bus |
| 3     | Desserte : - Ville et lieux desservis : Marnaz, Scionzier et Cluses - Gares desservies : Gare de Cluses. | | | | | | | | |
| 3     | Autre : - Amplitudes horaires : La ligne fonctionne du lundi au samedi de 6 h 10 à 19 h 30 environ. - Particularités : La ligne dessert le collège J.-J. Gallay à certains services. - Date de dernière mise à jour : 16 octobre 2023.                                                 | | | | | | | | |
| 3     | Dernière actualisation : — | | | | | | | | |

Lignes à vocation scolaire
| Ligne | Caractéristiques | Caractéristiques                                                                                   | Caractéristiques                                                                                   | Caractéristiques                                                                                   | Caractéristiques                                                                                   | Caractéristiques                                                                                   | Caractéristiques                                                                                   | Caractéristiques                                                                                   | Caractéristiques                                                                                   |
| 4     | Thyez — Avullions ⥋ Cluses — Pôle Multimodal / Cluses — Collège Anthonioz de Gaulle                                                                     | Thyez — Avullions ⥋ Cluses — Pôle Multimodal / Cluses — Collège Anthonioz de Gaulle                | Thyez — Avullions ⥋ Cluses — Pôle Multimodal / Cluses — Collège Anthonioz de Gaulle                | Thyez — Avullions ⥋ Cluses — Pôle Multimodal / Cluses — Collège Anthonioz de Gaulle                | Thyez — Avullions ⥋ Cluses — Pôle Multimodal / Cluses — Collège Anthonioz de Gaulle                | Thyez — Avullions ⥋ Cluses — Pôle Multimodal / Cluses — Collège Anthonioz de Gaulle                | Thyez — Avullions ⥋ Cluses — Pôle Multimodal / Cluses — Collège Anthonioz de Gaulle                | Thyez — Avullions ⥋ Cluses — Pôle Multimodal / Cluses — Collège Anthonioz de Gaulle                | Thyez — Avullions ⥋ Cluses — Pôle Multimodal / Cluses — Collège Anthonioz de Gaulle                |
| ----- | --- | -------------------------------------------------------------------------------------------------- | -------------------------------------------------------------------------------------------------- | -------------------------------------------------------------------------------------------------- | -------------------------------------------------------------------------------------------------- | -------------------------------------------------------------------------------------------------- | -------------------------------------------------------------------------------------------------- | -------------------------------------------------------------------------------------------------- | -------------------------------------------------------------------------------------------------- |
| 4     | Ouverture / Fermeture 4 septembre 2017 / — | Longueur —                                                                                         | Durée ~25/30 min                                                                                   | Nb. d’arrêts 20                                                                                    | Matériel Standards                                                                                 | Jours de fonctionnement L, Ma, Me, J, V                                                            | Jour / Soir / Nuit / Fêtes O / N / N / N                                                           | Voy. / an 43 742                                                                                   | Exploitant Transdev Mont-Blanc Bus                                                                 |
| 4     | Desserte : - Ville et lieux desservis : Thyez et Cluses - Gares desservies : Gare de Cluses.                                                            | | | | | | | | |
| 4     | Autre : - Amplitudes horaires : La ligne fonctionne du lundi au vendredi de 7 h 5 à 18 h 45 environ. - Date de dernière mise à jour : 16 octobre 2023.  | | | | | | | | |
| 4     | Dernière actualisation : — | | | | | | | | |
| 5     | Scionzier — Collège J.-J. Gallay ⥋ Cluses — Pôle Multimodal / Cluses — Collège Anthonioz de Gaulle                                                      | Scionzier — Collège J.-J. Gallay ⥋ Cluses — Pôle Multimodal / Cluses — Collège Anthonioz de Gaulle | Scionzier — Collège J.-J. Gallay ⥋ Cluses — Pôle Multimodal / Cluses — Collège Anthonioz de Gaulle | Scionzier — Collège J.-J. Gallay ⥋ Cluses — Pôle Multimodal / Cluses — Collège Anthonioz de Gaulle | Scionzier — Collège J.-J. Gallay ⥋ Cluses — Pôle Multimodal / Cluses — Collège Anthonioz de Gaulle | Scionzier — Collège J.-J. Gallay ⥋ Cluses — Pôle Multimodal / Cluses — Collège Anthonioz de Gaulle | Scionzier — Collège J.-J. Gallay ⥋ Cluses — Pôle Multimodal / Cluses — Collège Anthonioz de Gaulle | Scionzier — Collège J.-J. Gallay ⥋ Cluses — Pôle Multimodal / Cluses — Collège Anthonioz de Gaulle | Scionzier — Collège J.-J. Gallay ⥋ Cluses — Pôle Multimodal / Cluses — Collège Anthonioz de Gaulle |
| 5     | Ouverture / Fermeture 4 septembre 2017 / — | Longueur —                                                                                         | Durée ~25/35 min                                                                                   | Nb. d’arrêts 16                                                                                    | Matériel Standards                                                                                 | Jours de fonctionnement L, Ma, Me, J, V                                                            | Jour / Soir / Nuit / Fêtes O / N / N / N                                                           | Voy. / an 68 813                                                                                   | Exploitant Transdev Mont-Blanc Bus                                                                 |
| 5     | Desserte : - Ville et lieux desservis : Scionzier, Marnaz et Cluses - Gares desservies : Gare de Cluses.                                                | | | | | | | | |
| 5     | Autre : - Amplitudes horaires : La ligne fonctionne du lundi au vendredi de 7 h 10 à 18 h 45 environ. - Date de dernière mise à jour : 16 octobre 2023. | | | | | | | | |
| 5     | Dernière actualisation : — | | | | | | | | |

Ce réseau présente la particularité de ne pas fonctionner durant trois semaines au mois d'août (pour l'année 2023 par exemple, aucun bus du 5 juillet au 28 août).

#### Lignes scolaires
Les lignes scolaires sont assurées par APS avec des véhicules au bio-carburant. (Sauf LCFE)

#### Lignes saisonnières
Outre le réseau urbain, l'agglomération propose une offre de services saisonniers (hiver et été) à destination des stations de ski des Carroz d'Arâches et de Flaine :
- Les Carroz Flaine Express[13] : ancienne ligne 92 du réseau LIHSA, la ligne — payante avec une tarification spécifique — fonctionne tous les jours à raison de quelques allers-retours entre 9 h et 20 h ;
- Ski Bus Flaine[14] : navette gratuite assurée tous les jours par la SAT entre le hameau de Flaine et le site du Col de Pierre Carée ;
- Ski Bus Les Carroz[15] : Ce réseau gratuit est assuré en hiver par la SAT
- Ligne A : Télécabine ↔ Pré du Bois
- Ligne B : Le Lays ↔ Télécabine ↔ Les Feux
- Ligne C : Agy ↔ Les Servages

### Service aux voyageurs
Depuis juillet 2022, les autocars de la ligne Les Carroz Flaine Express sont équipés de porte-vélos arrière afin de permettre aux usagers d'embarquer facilement leur vélo. Cet aménagement est vendu et installé par VINCENT, constructeur-carrossier situé à Étoile-sur-Rhône, dans la Drôme.
Ce service est entièrement gratuit pour l’usager puisqu’il ne nécessite aucun surcoût pour le transport du vélo et peut embarquer jusqu’à 5 vélos simultanément. La manutention du cycle afin de l’installer sur le support est à réaliser par l’usager, un schéma détaillé d'utilisation est présent sur le porte-vélos.

### Livrée des véhicules
Les véhicules sont en livrée ARVI et les car de la LCFE ont une livrée spéciale et les skibus une livrée ARVI Grand Massif.

### ARV'i Vélo
ArV'i Propose la location de vélo courte durée 1 mois et longue durée 3 mois.

### État de parc
Tous les véhicules du réseau ARV'i appartiennent aux exploitants, la communauté de communes n'est propriétaire d'aucun véhicule.
En septembre 2017, Transdev Rhône-Alpes Interurbain met en service 5 autobus standards Mercedes-Benz Citaro C2 pouvant embarquer environ 110 passagers chacun. Répondant aux dernières normes antipollution (€6) et dotés d'une palette d'accès électrique, ces véhicules permettent une accessibilité totale aux personnes à mobilité réduite. Ils sont accompagnés par 5 véhicules de location, deux Irisbus Citelis 12 ex-Morzine, deux Solaris Urbino 12 ex-Flaine et un Mercedes-Benz Citaro Facelift ex-Aéroport Marseille Provence. Ces véhicules seront remplacés par 5 autres Mercedes-Benz Citaro à l'hiver 2017, seul le Mercedes-Benz Citaro Facelift sera gardé en tant que véhicule de réserve jusqu'en octobre 2023.
En décembre 2022, 12 MAN Lion's City 12C EfficientHybrid (569 à 580) roulants à l'Oleo100, un carburant d’origine végétale issu de la transformation du colza, ont été mis en service sur les lignes urbaines. Ces nouveaux véhicules sont dotés de 3 portes, de la climatisation voyageurs, de cellules de comptage, de ports USB et de la vidéoprotection. Les 10 Mercedes-Benz Citaro C2 (559 à 568) sont dans le même temps redéployés sur divers marchés de Transdev dans le département, notamment Chamonix Bus.
Depuis janvier 2023, la ligne Les Carroz Flaine Express est assurée par 2 MAN Lion's Intercity (581 et 582) et 3 MAN Lion's Coach (583 à 585) roulants à l'Oleo100.

### Dépôts
De septembre 2017 à septembre 2023, dans le cadre du consortium réalisé entre Transdev, Autocars Jacquet et Autocars Pays de Savoie, les véhicules urbains ainsi que les autocars de la ligne Les Carroz Flaine Express étaient stationnés au dépôt des Autocars Jacquet situé dans la zone industrielle Les Valignons, sur la commune de Marnaz.
Depuis septembre 2023, les véhicules de Transdev Mont-Blanc Bus sont désormais stationnés et entretenus dans un nouveau dépôt situé dans la zone industrielle de Chamberon-Marinière-Placetaz, sur la commune de Scionzier.
Autocars Pays de Savoie, exploitant des services scolaires stationne ses véhicules dans ses dépôts installés sur les communes de Thyez et de La Roche-sur-Foron

### Information aux voyageurs

#### À bord des bus
Écran infos et voix

#### Aux arrêts
Écran en temps réel Gare Quai 7

### Tarification et points de vente
Le ticket unitaire coûte 1 € et est valable une heure ; il est vendu en carnet de dix à 8,50 €. Des formules d'abonnements au mois ou à l'année sont proposées, avec des tarifs réduits pour les seniors, ainsi qu'un abonnement valable six mois sous conditions auprès du CCAS.
Un ticket unitaire combinant les réseaux Proxim'iTi et Arv'i est vendu au prix de 2 €.